# 茹德勒维尔
茹德勒维尔（法語：Joudreville，法語發音：[ʒudʁəvil]）是法国默尔特-摩泽尔省的一个市镇，属于布里埃区。

## 地理
茹德勒维尔（49°17'8"N, 5°46'38"E）面积5.58 平方千米，位于法国大東部大區默尔特-摩泽尔省，该省份为法国东北部内陆省份，是洛林的一部分，北邻比利时、卢森堡，北起顺时针与摩泽尔省、下莱茵省、孚日省和默兹省接壤。
与茹德勒维尔接壤的市镇（或旧市镇、城区）包括：阿夫莱维尔、诺鲁瓦勒塞克、皮耶讷、布利尼。

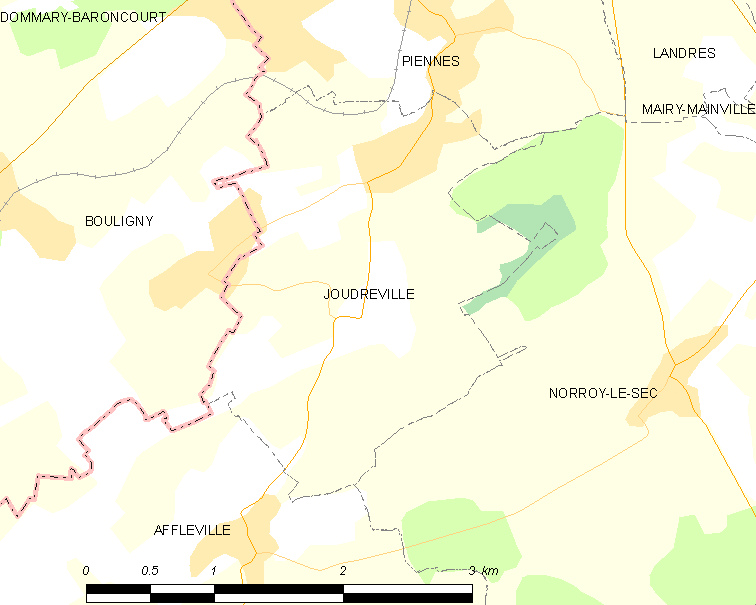
茹德勒维尔的OSM定位图

茹德勒维尔的时区为UTC+01:00、UTC+02:00（夏令时）。

## 行政
茹德勒维尔的邮政编码为54490，INSEE市镇编码为54284。

## 政治
茹德勒维尔所属的省级选区为布里埃地区县。

## 人口

1962-2008年间茹德勒维尔人口变化图示

茹德勒维尔于2022年1月1日时的人口数量为1108人。